# SV Triberg
Der Sportverein Triberg 1898 ist ein Sportverein aus Triberg im Schwarzwald. Bekannt ist er für seine Ringermannschaft, die zwischen 2012 und 2015 sowie zur Saison 2017/8 in der Bundesliga antrat. Der Verein ist dem Südbadischen Ringerverband (SBRV) angeschlossen. Die Heimkämpfe trägt der Verein in der Jahn-Sporthalle in der Triberger Schulstraße aus.

## Geschichte
Unter dem Trainer Reiner Schilling schaffte der SV Triberg bereits in den 1970er Jahren den Aufstieg in die Bundesliga, aus der man jedoch bald wieder abstieg.
Vor dem Aufstieg in die Regionalliga Baden-Württemberg 2010 trat der SV Triberg jahrelang unterklassig in der Verbands- oder Oberliga an. In der Oberligasaison 2009/10 wurden die Triberger mit 36:0 Punkten souverän Meister vor der zweiten Mannschaft der RG Hausen-Zell. In der folgenden Saison wurde Triberg in der drittklassigen Regionalliga erneut Meister. Nach insgesamt 18 Kampftagen stieg die Mannschaft dank eines besseren Vergleichs (40:36) gegenüber der WKG Weitenau-Wieslet direkt in die 2. Bundesliga Süd auf. In der Südstaffel der 2. Bundesliga Süd 2011 rang der Verein erneut um die Meisterschaft mit. Am Ende der Saison hatten Triberg und der KSV Schriesheim beide 28:8 Punkte, im direkten Vergleich stand es zwischen den beiden Mannschaften 37:37. Ausschlaggebend war nun die Anzahl der gewonnenen Einzelkämpfe bei den direkten Duellen. Hier führte der SV Triberg mit 11:9, wodurch sich der Verein für die 1. Bundesliga qualifizierte.
In der ersten Erstligasaison belegte der SV Triberg den sechsten Platz in der Südstaffel unter acht Mannschaften. Gegen den Drittplatzierten der Nordstaffel, die RWG Mömbris-Königshofen kam es zu zwei Qualifikationskämpfen um das Viertelfinale, die Triberg mit 12:26 und 10:28 verlor. 2013 wurde Triberg hinter dem SV Germania Weingarten und dem ASV Nendingen Dritter der Südstaffel. Im Viertelfinale scheiterte der Verein am amtierenden deutschen Meister ASV Mainz 1888 nach einem 18:18 und einem 10:27. In der Folgesaison belegte die 1. Ringermannschaft den siebten Platz der Südstaffel und stieg ab.
Zur Saison 2017/18 gelang dem SV Triberg die Rückkehr in die DRB-Bundesliga. Mit dem vierten Platz in der Staffel Südwest qualifizierte sich die Mannschaft für die Endrunde, in der sie im Achtelfinale gegen den ASV Hüttigweiler mit 15:1 und 30:0 überzeugen konnte. Im Viertelfinale schied Triberg nach einem 6:24 und einem 13:19 gegen den ASV Mainz 1888 aus. Am Ende der Saison zog der SV Triberg seine Mannschaft aus der Bundesliga zurück und tritt seit der Folgesaison in der Verbandsliga Südbaden an.

## Saisonplatzierungen
| Platzierungen seit 1999 | Platzierungen seit 1999 | Platzierungen seit 1999        | Platzierungen seit 1999 | Platzierungen seit 1999 |
| ----------------------- | ----------------------- | ------------------------------ | ----------------------- | ----------------------- |
| 1999/00                 | 5. Liga                 | Verbandsliga Südbaden          | 2. Platz (von 10)       |                         |
| 2000/01                 | 5. Liga                 | Verbandsliga Südbaden          | 1. Platz (von 09)       | Aufstieg                |
| 2001/02                 | 4. Liga                 | Oberliga Südbaden              | 2. Platz (von 10)       |                         |
| 2002/03                 | 4. Liga                 | Oberliga Südbaden              | 9. Platz (von 09)       |                         |
| 2003/04                 | 4. Liga                 | Oberliga Südbaden              | 9. Platz (von 09)       | freiwilliger Abstieg    |
| 2004/05                 | 5. Liga                 | Verbandsliga Südbaden          | 1. Platz (von 10)       | Aufstieg                |
| 2005/06                 | 4. Liga                 | Oberliga Südbaden              | 9. Platz (von 10)       |                         |
| 2006/07                 | 4. Liga                 | Oberliga Südbaden              | 8. Platz (von 10)       |                         |
| 2007/08                 | 4. Liga                 | Oberliga Südbaden              | 4. Platz (von 10)       |                         |
| 2008/09                 | 4. Liga                 | Oberliga Südbaden              | 5. Platz (von 10)       |                         |
| 2009/10                 | 4. Liga                 | Oberliga Südbaden              | 1. Platz (von 10)       | Aufstieg                |
| 2010/11                 | 3. Liga                 | Regionalliga Baden-Württemberg | 1. Platz (von 10)       | Aufstieg                |
| 2011/12                 | 2. Liga                 | 2. Bundesliga Süd              | 1. Platz (von 10)       | Aufstieg                |
| 2012/13                 | 1. Liga                 | 1. Bundesliga Süd              | 6. Platz (von 08)       | Zwischenrunde           |
| 2013/14                 | 1. Liga                 | 1. Bundesliga Süd              | 3. Platz (von 08)       | Viertelfinale           |
| 2014/15                 | 1. Liga                 | 1. Bundesliga Süd              | 7. Platz (von 07)       | Abstieg                 |
| 2015/16                 | 2. Liga                 | 2. Bundesliga Süd              | 3. Platz (von 09)       |                         |
| 2016/17                 | 2. Liga                 | 2. Bundesliga Süd              | 3. Platz (von 10)       | Aufstieg                |
| 2017/18                 | 1. Liga                 | DRB-Bundesliga Südwest         | 4. Platz (von 07)       | Viertelfinale, Abstieg  |
| 2018/19                 | 4. Liga                 | Verbandsliga Südbaden          | 8. Platz (von 10)       |                         |
| 2019/20                 | 4. Liga                 | Verbandsliga Südbaden          | 7. Platz (von 10)       |                         |

## Bekannte Vereinsmitglieder
- Reiner Schilling – Trainer und Manager im Verein zwischen 1972 und 1984[4]
- Andreas Fix – Ringer des SV Triberg zwischen 2012[5] und 2014[6]